# استبدال حسي
الاستبدال الحسي هو تغير طارئ على خصائص إحدى الطرق الحسية لتتحول إلى منبهات لطريقة حسية أخرى.
يتكون جهاز الاستبدال الحسي من ثلاثة أجزاء: المستشعر، ونظام الاقتران والمنبه. يعمل المستشعر على تسجيل المنبهات وإرسالها إلى نظام الاقتران الذي يفسر هذه الإشارات وينقلها بدوره إلى المنبه. عند حصول المستشعر على إشارات نوع غير متاح في الأصل لحاملها، تمثل يمثل هذا حالة من التحسين الحسي. يرتبط الاستبدال الحسي مع الإدراك الحسي البشري ولدونة الدماغ البشري؛ نتيجة لذلك، يسمح لنا بدراسة هذه الجوانب من العلوم العصبية بشكل أفضل من خلال التصوير العصبي.
قد تساعد أجهزة الاستبدال الحسي الأفراد من خلال استعادة قدرتهم على إدراك بعض الطرق الحسية المعيبة المعينة باستخدام المعلومات الحسية العائدة إلى إحدى الطرق الحسية الوظيفية الأخرى.

## علم وظائف الأعضاء
لا يفقد الأفراد عمومًا قدرتهم على السمع أو الرؤية عند إصابتهم بالعمى أو الصمم؛ هم يفتقرون ببساطة إلى القدرة على نقل الإشارات الحسية من المحيط (شبكية العين في حالة الرؤية والقوقعة في حالة السمع) إلى الدماغ. نظرًا إلى حفاظ الأفراد المكفوفين على مسارات معالجة بصرية سليمة، يمكن للفرد بعد فقدانه القدرة على استعادة البيانات من الشبكية الاستمرار في رؤية الصور الموضوعية عن طريق استخدام البيانات المجموعة من الطرق الحسية الأخرى مثل اللمس أو السمع.
في الجهاز البصري الطبيعي، تتحول البيانات المجموعة بواسطة الشبكية إلى منبه كهربائي في العصب البصري لتنتقل بعد ذلك إلى الدماغ، الذي يعمل بدوره على إعادة تكوين الصورة وحفظها. نظرًا إلى تولي الدماغ مسؤولية الإدراك الحسي النهائي، يصبح الاستبدال الحسي ممكنًا. خلال الاستبدال الحسي، تعمل إحدى الطرق الحسية السليمة على نقل المعلومات إلى ساحات الإدراك البصري في الدماغ ما يساعد الفرد على إدراك الرؤية. بفضل الاستبدال الحسي، يمكن للمعلومات المكتسبة من إحدى الطرق الحسية الوصول إلى البنى الدماغية ذات الصلة فيسيولوجيًا بطرق حسية أخرى. يعمل الاستبدال الحسي من اللمس إلى البصر على نقل المعلومات من المستقبلات اللمسية إلى القشرة المخية البصرية من أجل تفسيرها وإدراكها. على سبيل المثال، يمكن استخدام التصوير بالرنين المغناطيسي الوظيفي من أجل تحديد الأجزاء المنشطة من الدماغ خلال الإدراك الحسي. لدى الأفراد المكفوفين، لُوحظ حدوث تنشيط في القشرة المخية البصرية أثناء إدراكهم الأشياء المرئية، على الرغم من استقبالهم المعلومات اللمسية فقط. يُعد الاستبدال الحسي من اللمس إلى اللمس بدوره ممكنًا، إذ يمكن استخدام المعلومات الواردة من مستقبلات حسية في منطقة معينة من الجسم بهدف إدراك اللمس في منطقة أخرى. على سبيل المثال، خلصت إحدى التجارب بواسطة باخ واي ريتا إلى قابلية استعادة الإدراك اللمسي لدى مريض فاقد للإحساس المحيطي بعد إصابته بالجذام.

### الدعم التكنولوجي
من أجل تحقيق الاستبدال الحسي وتنبيه الدماغ دون وجود أعضاء الحس السليمة القادرة على نقل المعلومات، يمكن استخدام الآلات في نقل الإشارات عوضًا عن أعضاء الحس. تعمل واجهة الدماغ والحاسوب هذه على جمع الإشارات الخارجية وتحويلها إلى إشارات كهربائية من أجل الدماغ الذي يعمل بدوره على تفسيرها. بشكل عام، يمكن استخدام كاميرا أو ميكروفون من أجل جمع المنبهات البصرية أو السمعية المستخدمة في تعويض فقدان الرؤية والسمع، على الترتيب. تتحول البيانات البصرية أو السمعية المجموعة من المستشعرات إلى منبهات لمسية لتنتقل بعد ذلك إلى الدماغ من أجل الإدراك البصري والسمعي. من الجدير بالذكر أن هذا التحويل من شأنه المحافظة على الأرجحية الحسية الحركية المتأصلة في الطريقة الحسية المعنية. يُعد هذا، إلى جانب جميع أنواع الاستبدال الحسي، ممكنًا فقط بفضل اللدونة العصبية.

### لدونة الدماغ
تشير لدونة الدماغ إلى قدرة الدماغ على التكيف مع البيئة المتغيرة، على سبيل المثال، مع غياب حاسة ما أو تدهورها. من الممكن تصور حدوث عملية إعادة تخطيط القشرة الدماغية أو إعادة تنظيمها كآلية تطورية لتمكين الأفراد من التكيف والتعويض باستخدام الحواس الأخرى بشكل أفضل. أظهرت دراسات تصوير الدماغ أن الإصابة بضعف البصر والعمى (على وجه الخصوص في أول 12-16 سنة من الحياة) مترافق مع خضوع القشرة البصرية لعملية إعادة تنظيم وظيفي هائلة بهدف السماح بتنشيطها بواسطة الطرق الحسية الأخرى. أمكن أيضًا رصد هذه اللدونة متعددة الطرق من خلال التصوير الوظيفي للأفراد المكفوفين خلقيًا إذ لُوحظ وجود توظيف متعدد الطرق للقشرة القذالية خلال المهام الإدراكية مثل قراءة بريل، والإدراك اللمسي، والتعرف اللمسي على الأشياء، وتحديد موضع الصوت وتمييز الصوت. قد يشير هذا إلى قدرة الأفراد المكفوفين على استخدام الفص القذالي، الذي يُستخدم بشكل عام من أجل الرؤية، في إدراك الأشياء عن طريق توظيف الطرق الحسية الأخرى. قد تفسر هذه اللدونة متعددة الطرق الميل الذي غالبًا ما يُوصف لدى المكفوفين لإظهار قدرات معززة في الحواس الأخرى.

### الإدراك الحسي مقابل الاستشعار
عند النظر في الجوانب الفيزيولوجية للاستبدال الحسي، من الضروري التمييز بين الاستشعار والإدراك. يتمثل السؤال العام الذي يفرضه هذا التمييز فيما يلي: هل يرى الأفراد المكفوفون أو يدركون الرؤية بواسطة تجميع البيانات المختلفة مع بعضها البعض؟ بينما يأتي الإحساس بطريقة واحدة – بصرية، أو سمعية، أو لمسية أو غيرها – لا يأتي الإدراك الناجم عن الاستبدال الحسي من طريقة واحدة، بل ينجم عن التفاعلات متعددة الطرق. نتيجة لذلك، أمكن استنتاج قدرة الاستبدال الحسي للرؤية على تنبيه الإدراك السمعي أو اللمسي لدى الأفراد المكفوفين، إذ لا يقتصر على تنبيه الإدراك البصري لدى الأفراد المبصرين. باختصار، يمتلك الأفراد المكفوفون القدرة على إدراك الرؤية من خلال اللمس والسمع باستخدام الاستبدال الحسي.